# Ophiusa tirrhaea
Ophiusa tirrhaea är en fjärilsart som beskrevs av Treitschke 1826. Ophiusa tirrhaea ingår i släktet Ophiusa och familjen nattflyn. Inga underarter finns listade i Catalogue of Life.